# 矢作マサル
矢作 マサル（やはぎ まさる、1987年7月17日 - ）は、日本の男性俳優である。本名:矢作 優（やはぎ まさる）。
所属事務所はカクトエンタテインメント → ハイイロ。

## 来歴・人物
山形県尾花沢市出身。お笑い芸人を目指して東京NSCに16期生として入るが、中退して役者に転向する。NSC同期にはしゅんしゅんクリニックP、ゆにばーす、やさしいズ等がいる。美学校の「実作講座『演劇　似て非なるもの』」一期生。初期は会田誠の命名により「ぺろぺろ」の名前で活動していたが、2016年の『退屈な日々にさようならを』より俳優業では本名に変えた。2019年10月よりカクトエンタテインメント、現在はハイイロに所属している。特技はタイの子供たちを笑わせること。

## 出演

### 映画
- 変態団（2014年、監督:井口昇）
- 鼻目玉幸太郎の恋！（2014年、監督:田代尚也）
- 泣き虫ピエロの結婚式（2015年、監督:御法川修）
- ゲスに至る病（2016年、監督:井口昇）
- EVIL IDOL SONG（2016年、監督:大畑創）
- イルミネーション・キモノ（仮）（2016年、監督:小竹原晋）
- 川越街道（2016年、監督:岡太地）
- 退屈な日々にさようならを（2016年、監督:今泉力哉）- 梶原優一 役
- dear TOKYO（2017年、監督:堀井綾香）
- 燃えよ！パンティー（2017年、監督:河崎晶）- 主演
- 幸福自慢（2017年、監督:小池まり）- 主演
- 聖なるもの（2017年、監督:岩切一空）
- ゴーストスクワッド（2017年、監督:井口昇）
- 来る (2018年、監督:中島哲也)
- ボケとツッコミ（2019年、監督:藤代雄一朗）
- 弱虫ペダル（2020年、監督:三木康一郎）
- 花と沼（2020年、監督:城定秀夫）
- 劇場版 奥様は、取り扱い注意（2021年、監督:佐藤東弥）
- 裏アカ（2021年、監督:加藤卓哉）
- ゴジラ-1.0（2023年、東宝）

### ドラマ
- でんぱコネクション フレンチ（2015年、テレビ神奈川、監督:井口昇）
- サイン-法医学者 柚木貴志の事件- 第1話（2019年7月11日、テレビ朝日）
- 東京男子図鑑（関西テレビ）- アンドエバー社員 役
- 半沢直樹 第9話（2020年9月20日、TBS）- 岡本 役
- やっぱりおしい刑事 第5話（2021年4月4日、NHK BSプレミアム）- 山本悠太 役
- 特捜9 第7話（2021年5月19日、テレビ朝日）- 警備員 役
- グラップラー刃牙はBLではないかと考え続けた乙女の記録ッッ（2021年、WOWOW）
- 真犯人フラグ 第3話・第7話・18話（2021年10月24日・11月28日・2022年2月27日、日本テレビ） - 籾山大 役
- あなたがしてくれなくても 第2話（2023年4月20日、フジテレビ） - レストラン店員 役
- unknown 第5話（2023年5月16日、テレビ朝日）
- 院内警察 第3話（2024年1月26日、フジテレビ） - 山村雄輔 役
- 御社の乱れ正します! 第3話（2024年4月16日、BS-TBS）
- おいハンサム!!2 第4話（2024年4月27日、東海テレビ・フジテレビ系） - 山梨の取引先 役[4]
- 嘘解きレトリック（2024年） - 柴田實 役
- GO HOME〜警視庁身元不明人相談室〜 第7話（2024年9月7日、日本テレビ） - 半田勝弘 役[5]
- オクラ〜迷宮入り事件捜査〜 第8話（2024年11月26日、フジテレビ） - 外山登一 役[6]
- ダメマネ! -ダメなタレント、マネジメントします- 第4話（2025年5月11日、日本テレビ） - 郷田ランダム 役[7]
- 誘拐の日 第1話（2025年7月8日、テレビ朝日） - 配達員 役[8]

### MV
- クリトリック・リス「バンドマンの女」（2015年監督:井口昇）
- 富山優子「Dear東京」（2017年監督：堀井綾香）

### CM
- 読売新聞CM「新聞広告、いかがですか？」篇（2019年）
- 新潟工科大学CM（2019年）
- 江崎グリコ「パピコ」WEBムービー（2019年）
- 日本郵便「パッと解決!支払い」篇（2019年）
- 日本マクドナルド「てりたま」WEBムービー（2020年）
- Unipos「やる気を引き出す」篇（2020年）
- 株式会社YOOZOO「三国志ブラスト 少年ヒーローズ」（2020年）
- タイガー魔法瓶「タイガーの努力」篇（2020年）
- いえーるダンドリ「最大の壁」篇（2021年）